# Yvette Étiévant
Yvette Etiévant (30 de diciembre de 1922-17 de marzo de 2003) fue una actriz francesa. Protagonizó en la película de Yves Robert, War of the Buttons en 1962.

## Filmografía
- 1945: Les Dames du bois de Boulogne de Robert Bresson – (La criada)
- 1949: Entre onze heures et minuit de Henri Decoin – (La fille qui tapine sous le tunnel routier)
- 1949: Le Point du jour de Louis Daquin.
- 1948: Dernier Amour de Jean Stelli - (Lina Bell)
- 1949: Le Parfum de la dame en noir de Louis Daquin
- 1951: Maître après Dieu de Louis Daquin - (La fille)
- 1951: Sous le ciel de Paris de Julien Duvivier.
- 1951: Journal d'un curé de campagne de Robert Bresson - (la femme de ménage)
- 1951: Le Rosier de Madame Husson de Jean Boyer - (Marie, la joven campesina)
- 1951: ...Sans laisser d'adresse de Jean-Paul Le Chanois - (Adrienne Gauthier, la mujer de Emile, el taxista)
- 1951: Topaze de Marcel Pagnol - (La dactylo de Topaze)
- 1951: Seul dans Paris de Hervé Bromberger - (Germaine)
- 1952: Joceleyn de Jacques de Casembroot - (Soeur Louise)
- 1951: Le Voyage en Amérique de Henri Lavorel - (La receveuse des postes)
- 1951: Deux sous de violettes de Jean Anouilh - (Lucienne Delbez)
- 1952: Nous sommes tous des assassins de André Cayatte - (La esposa del señor Bauchet)
- 1952: Les Dents longues de Daniel Gélin - (Yvonne)
- 1952: Une fille dans le soleil de Maurice Cam - (Paulette)
- 1953: L'Amour d'une femme de Jean Grémillon - (Fernande de Malgorny)
- 1953: Les Compagnes de la nuit de Ralph Habib - (La surveillante)
- 1954: Le Fil à la patte de Guy Lefranc - (Marceline)
- 1954: Futures vedettes de Marc Allégret - (La madre d'Elise)
- 1955: Le Dossier noir de André Cayatte - (Mme Pirion, la portera del palacio de justicia)
- 1955: Des gens sans importance de Henri Verneuil - (Solange Viard, la femme du routier)
- 1956: Crime et Châtiment de Georges Lampin - (Mme Marcellini)
- 1956: La Roue de André Haguet y Maurice Delbez
- 1958: Jeux dangereux de Pierre Chenal - (La madre de Fleur)
- 1959: Les yeux sans visage de Georges Franju - (La madre)
- 1959: Le Dialogue des carmélites de Philippe Agostini et le père Bruckberger - (Soeur Lucie, la tourière)
- 1959: Pantalaskas de Paul Paviot - (Marie)
- 1959: Merci Natercia! de Pierre Kast.
- 1960: Les Vieux de la vieille de Gilles Grangier - (Louise, la patronne du bistrot)
- 1960: L'Ours de Edmond Séchan.
- 1960: La Mort de Belle de Edouard Molinaro - (Alice, la secretaria del juez)
- 1961: War of the Buttons de Yves Robert - (Mme Lebrac)
- 1962: Le Jour et l'Heure de René Clément - (La cajera de la farmacia)
- 1963: L'Année du bac de José-André Lacour - (Mme cachou)
- 1964: Les Yeux cernés de Robert Hossein - (La hotelera)
- 1964: Mata Hari, agent H21 de Jean-Louis Richard - (Una enfermera en el frente)
- 1964: La Côte d'Adam de Paule Senguissen - solo voz
- 1965: La guerre est finie de Alain Resnais - (Yvette, la mujer de Ramon)
- 1967: Antigone (de Jean Cocteau, según Sófocles), telefilm de Jean-Claude de Nesle : Eurycide
- 1968: L'Homme du Picardie de Jacques Ertaud - (Thérèse Durtol)
- 1968: Je t'aime, je t'aime de Alain Resnais - (Germaine Coster, la confidente)
- 1968: Provinces (émission "La mère"), série télévisée de Robert Mazoyer
- 1973: État de siège de Costa-Gavras - (La mujer del senador)
- 1981: Sans Famille de Jacques Ertaud - (Mère Barberin)
- 1982: Les Misérables de Robert Hossein - (La logeuse de Notre-Dame de Lorette)
- 1983: Le Bon plaisir de Francis Girod - (La secretaria del presidente)
- 1984: L'Amour à mort de Alain Resnais - solo voz
- 1984: L'Amour en douce de Edouard Molinaro - (Claire)
- 1986: L'État de grâce de Jacques Rouffio - (Madeleine Lombard)
- 1987: Le Journal d'un fou de Roger Coggio - (Mavra)
- 1988: Les Baisers de secours de Philippe Garrel - (la madre de Mathieu)
- 1995: Passage à l'acte de Francis Girod.

## Teatro
- 1942 : Dieu est innocent de Lucien Fabre; dirección: Marcel Herrand, théâtre des Mathurins
- 1942 : D'après nature ou presque de Michel Arnaud; dirección: Marcel Herrand, théâtre des Mathurins
- 1946 : Le Cocu magnifique de Fernand Crommelynck; dirección: Jean-Louis Barrault, théâtre des Célestins
- 1947 : Les Bonnes de Jean Genet; dirección: Louis Jouvet, théâtre de l'Athénée
- 1947 : Don Juan de Molière; dirección: Louis Jouvet, théâtre de l'Athénée
- 1949 : Ondine de Jean Giraudoux; dirección: Louis Jouvet, théâtre de l'Athénée
- 1952 : Velca de Tullio Pinelli; dirección: José Quaglio, théâtre de Babylone
- 1958 : L'Année du bac de José-André Lacour; dirección: Yves Robert, théâtre Édouard VII, théâtre des Variétés
- 1958 : L'Épouvantail de Dominique Rolin; dirección: André Barsacq, théâtre de l'Œuvre
- 1958 : La Maison des cœurs brisés de George Bernard Shaw; dirección: Ariane Borg & Michel Bouquet, théâtre de l'Œuvre
- 1960 : Les Cochons d'Inde d'Yves Jamiaque; dirección: de l'auteur, théâtre du Vieux-Colombier
- 1961 : La Ménagerie de verre de Tennessee Williams; dirección: Antoine Bourseiller, théâtre des Célestins
- 1961 : La Pensée de Léonide Andreiev; dirección: Laurent Terzieff, théâtre de Lutèce, théâtre Hébertot
- 1962 : Le Temps des cerises de Jean-Louis Roncoroni; dirección: Yves Robert, théâtre de l'Œuvre
- 1962 : La Brigitta de Jacques Audiberti; dirección: François Maistre, théâtre de l'Athénée
- 1962 : Lulu de Frank Wedekind; dirección: François Maistre, théâtre de l'Athénée
- 1963 : La Danse du Sergent Musgrave de John Arden; dirección: Peter Brook, théâtre de l’Athénée
- 1966 : Le Grand Cérémonial de Fernando Arrabal; dirección: Georges Vitaly, théâtre des Mathurins
- 1966 : Marat-Sade de Peter Weiss; dirección: Jean Tasso et Gilles Segal, théâtre Sarah-Bernhardt
- 1968, Fedra de Jean Racine; dirección: de Jean-Pierre Dougnac avec Silvia Monfort et Jean Danet avec les Tréteaux de France Tournée au Moyen-Orient (Égypte, Liban, Turquie)
- 1968, Le Mal court de Jacques Audiberti; dirección: de Georges Vitaly avec Silvia Monfort et Jean Danet avec les  Tréteaux de France Tournée au Moyen-Orient (Égypte, Liban, Turquie)
- 1969 : Le Prix d'Arthur Miller; dirección: Raymond Rouleau, théâtre Montparnasse